# Grenades FC
Grenades FC ist ein 1990 gegründeter Fußballverein aus Antigua und Barbuda. Der Verein spielte in der Saison 2017/18 in der Premier League, der höchsten Spielklasse des Fußballverbands von Antigua und Barbuda und belegte den vierten Platz.